# Diphyus proximus
Diphyus proximus là một loài tò vò trong họ Ichneumonidae.